# Asingana armatalis
Asingana armatalis är en fjärilsart som beskrevs av Walker 1865. Asingana armatalis ingår i släktet Asingana och familjen nattflyn. Inga underarter finns listade i Catalogue of Life.